# Feleknas Uca

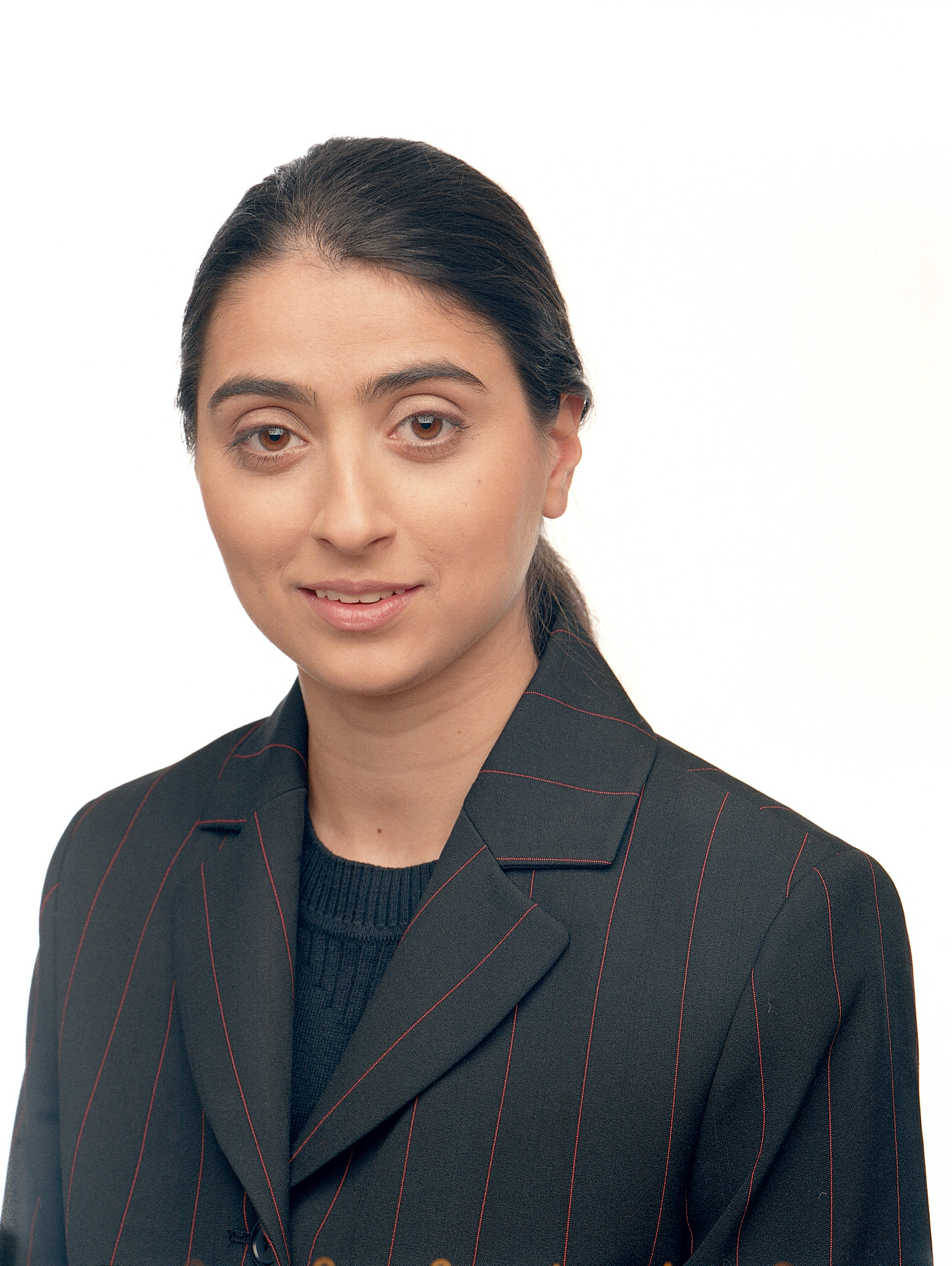
Feleknas Uca (2004)

Feleknas Uca (* 17. September 1976 in Celle) ist eine deutsche Politikerin (PDS; Die Linke; HDP) mit jesidisch-kurdischen Wurzeln.

## Leben und Beruf
Die jesidische Kurdin bekleidete verschiedene Ämter in der PDS, so war sie bereits 1998 Mitglied des Landesvorstands Niedersachsen, Mitbegründerin des Kreisverbands Celle, Ansprechpartnerin der PDS-Europagruppe für Nordrhein-Westfalen sowie die Schatzmeisterin der Europagruppe.
Seit 1999 ist sie stellvertretende Vorsitzende der interfraktionellen Arbeitsgruppe gegen Rassismus und Fremdenfeindlichkeit. Weiterhin unterhält sie eine Stiftung zur Förderung der Rechte der Frauen und Kinder.
Während der Irakkrise 2014 arbeitete Uca in der türkischen Stadt Silopi als Helferin in einem Lager für jesidische Flüchtlinge.

### Europaabgeordnete
Feleknas Uca war von 1999 bis 2009 Europaabgeordnete für die PDS bzw. Die Linke in der GUE/NGL-Fraktion. Mit 22 Jahren wurde sie als sechste auf der Wahlliste der PDS ins EU-Parlament gewählt. Als Europaabgeordnete war sie Mitglied im Entwicklungsausschuss, Stellvertreterin für den Ausschuss für die Rechte der Frau und die Gleichstellung der Geschlechter, Stellvertreterin im Unterausschuss Menschenrechte und Mitglied der Delegation im Gemischten Parlamentarischen Ausschuss EU-Türkei.

### Engagement gegen weibliche Genitalverstümmelung
Als Europaabgeordnete und darüber hinaus engagierte sich Uca in Zusammenarbeit mit der Frauenrechtsorganisation Terre des Femmes für die Bekämpfung von Praktiken der weiblichen Genitalverstümmelung.
Sie beauftragte die Organisation, im Jahre 2005 eine Publikation mit dem Titel „Studie zu weiblicher Genitalverstümmelung (FGM = Female Genital Mutilation)“ zu erstellen. Zum Inhalt dieser Arbeit gehören Informationen zur Verbreitung und zu soziokulturellen Hintergründen der Praxis, ein Überblick über die rechtliche Lage in Afrika und Europa, die Vorstellung bisheriger Lösungsansätze sowie Empfehlungen für ein gemeinsames Engagement auf europäischer Ebene.
Im Dezember 2005 und Januar 2006 warb Uca um Spenden für das von Terre des Femmes unterstützte Projekt Network Against Female Genital Mutilation (NAFGEM), welches sich für die Abschaffung der Verstümmelung weiblicher Genitalien in Tansania einsetzt.
Anlässlich des Internationalen Tages „Null Toleranz gegenüber weiblicher Genitalverstümmelung“ erklärte Uca im Februar 2008, weibliche Genitalverstümmelung sei eine „Extremform von Gewalt gegen Frauen und Mädchen“. In achtundzwanzig afrikanischen Ländern würde diese „besonders extreme Form von Gewalt“ angewendet, um den weiblichen Körper zu kontrollieren. Es sei „unsere Aufgabe“, gegen diese „Menschenrechtsverletzung, bei der den Mädchen lebenslange körperliche und seelische Wunden beigebracht werden“, zu kämpfen. Die „Macht patriarchaler Strukturen und gewachsener Traditionen“ sei dabei jedoch unbedingt zu beachten: Gute Hilfsprogramme sorgten dafür, dass sich die betroffenen Menschen aus Überzeugung gegen den Ritus der Genitalverstümmelung entschieden und stattdessen nach „alternativen Praktiken“ suchten, „die den weiblichen Körper in seiner Integrität schützen“. Ein Sinneswandel könne nie von außen aufgezwungen werden, sondern müsse durch Sensibilisierung, Aufklärung und medizinische Schulung geschehen. Bildung ermögliche Mädchen, ihre Rechte zu kennen und ihre Rolle in der Gesellschaft auch in Frage zu stellen. Hauptaufgabe von diesbezüglichen Entwicklungsprogrammen seien die „Förderung von reproduktiver Gesundheit“ sowie der Schutz und die Stärkung von Frauenrechten weltweit.
Gemeinsam mit Sprecherinnen der Feministischen Frauenarbeitsgemeinschaft LISA und einer Vertreterin von Terre des Femmes verurteilte Uca im März 2008 den Vergleich von Verletzungen durch Genitalverstümmelung mit potentiellen Verletzungen bei der Krippenbetreuung, den die familienpolitische Sprecherin der Linken und Vorsitzende des beschneidungskritischen Vereins Intact, Christa Müller, zuvor in einem Spiegel-Interview anstellte.
Im März 2010 organisierte die Feleknas Uca Stiftung in Kooperation mit dem Celler Frauenhaus e. V. und Terre des Femmes eine Lesung mit der somalischen Autorin Fadumo Korn.

### Abgeordnete des türkischen Parlaments
Uca wurde bei den Parlamentswahlen in der Türkei am 7. Juni 2015 für die mehrheitlich kurdische Partei Halkların Demokratik Partisi (HDP) im Wahlkreis Diyarbakır ins Parlament gewählt. Sie wurde im November 2015 sowie im Juni 2018 wiedergewählt.

## Strafverfolgung
Feleknas Uca wurde am 14. November 2012 bei der Einreise in die Türkei am Atatürk-Flughafen in Istanbul festgenommen. Sie führte unverzollt rund 250 Päckchen Vitamin-B1-Medikamente mit sich, die zur Begrenzung chronischer Schäden bei Hungerstreiks eingesetzt werden. Sie wird beschuldigt, in der Koma Civakên Kurdistan eine Leitungsfunktion auszuüben.
Nach einem Verhör wurde sie nach Deutschland ausgewiesen.
Im Juli 2018 wurden gegen Uca wegen Organisationspropaganda Ermittlungen eingeleitet, weil sie an der Beerdigung eines PKK-Kämpfers teilgenommen haben soll.

## Auszeichnungen
- Feleknas Uca wurde mit dem Clara-Zetkin-Ehrenpreis 2017 ausgezeichnet.[12]